# Antarctica (colonna sonora)
Antarctica è un album di Vangelis, colonna sonora dell'omonimo film del regista Koreyoshi Kurahara e pubblicato dalla Polydor nel 1983. Si tratta della diciannovesima uscita discografica del musicista greco tra album, colonne sonore e compilation.

## Il disco
Per molti anni l'album fu disponibile in commercio nel solo Giappone. La Polydor infatti, decise di pubblicarlo in tutto il mondo solo nel 1988. Quasi tutte le tracce sono costruite attorno alla melodia del famoso Theme from Antarctica, primo brano dell'album. Le altre tracce sono infatti quasi tutte re-interpretazioni della prima, il cui stile è adattato al contesto della scena del film in cui vengono usate.

## Tracce
1. Theme from Antarctica – 7:29
2. Antarctic Echoes – 5:58
3. Kinematic – 3:50
4. Song of White – 5:17
5. Life of Antarctica – 5:59
6. Memory of Antarctica – 5:30
7. Other Side of Antarctica – 6:56
8. Deliverance – 4:30

## Musicisti
- Vangelis - tutti gli strumenti